# 花沢大橋
花沢大橋（はなざわおおはし）は、山形県米沢市にある最上川に架かる橋。

## 概要

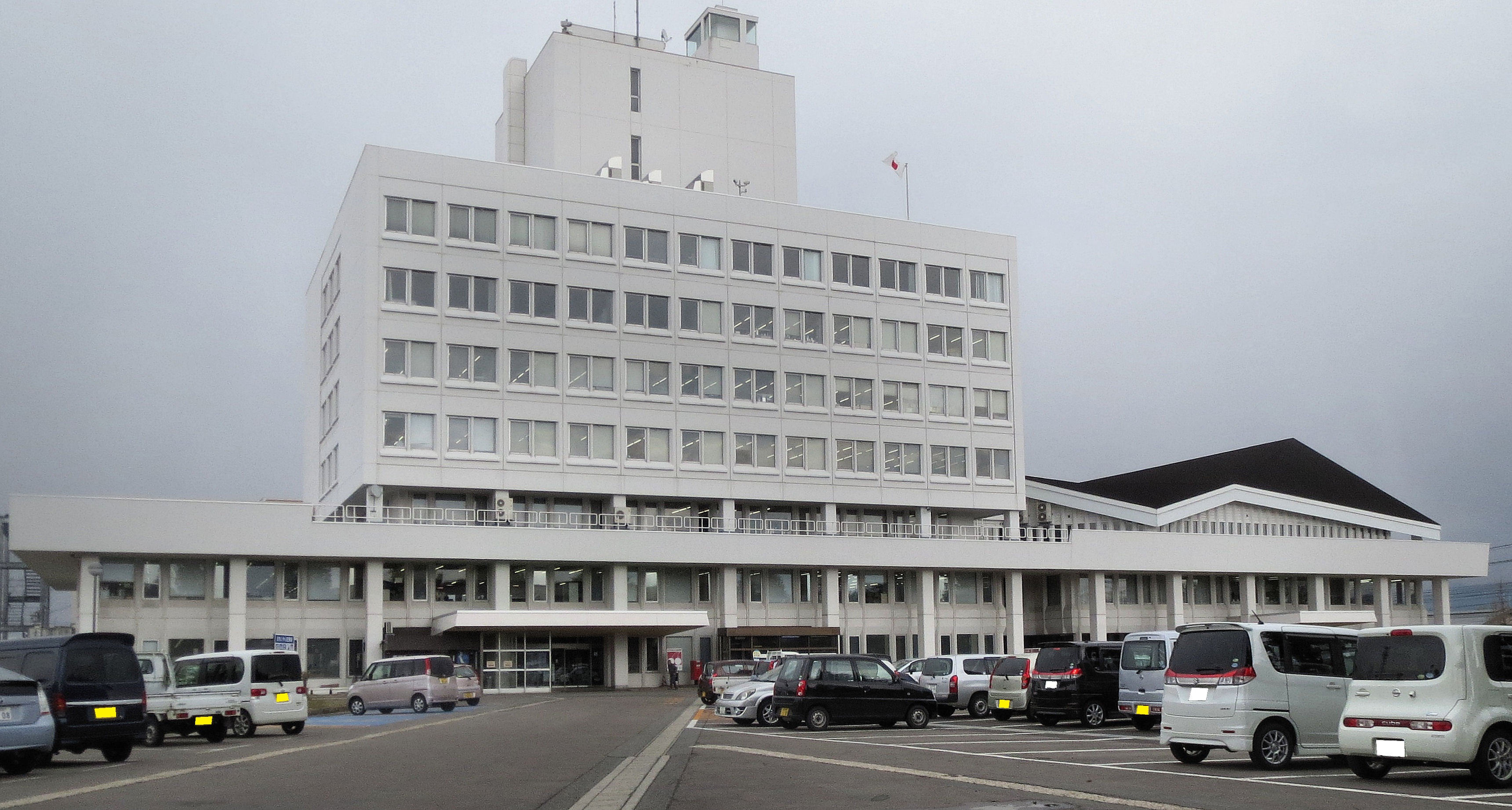
橋のすぐそばに立地する米沢市役所

山形県道1号米沢高畠線が通る。米沢市の中心部に位置し、橋のすぐ近くには米沢市役所も立地している。
1987年、花沢大橋の上流部にある松川橋の交通渋滞の緩和などを理由に山形県が約5億3,500万円を投じて花沢大橋の架橋に着手した。1992年に開催された第47回国民体育大会（べにばな国体）の開催を控えていたことも背景に挙げられていた。橋は1990年に完成し、同年10月16日には橋の開通式も行われた。